# Antonín Borovička
Antonín Borovička (4. listopadu 1895 Davle – 3. prosince 1968 Davle) byl český kapelník a hudební skladatel.

## Život
Antonín Borovička se nejprve vyučil u svého otce hrnčířem. Otec byl kapelníkem vesnické kapely a tak syn hrál od dětství v jeho kapele. Nejprve na křídlovku a housle, ale v šestnácti letech již ovládal pět nástrojů.
Na začátku 1. světové války musel narukovat, ale byl zraněn a byla mu amputována pravá noha. Z nemocnice v Záhřebu vrátil domů do Davle jako invalida. Založil dechový a smyčcový orchestr Vltavanka, který se pod jeho vedením stal známým a vyhledávaným orchestrem.
Své skladby si nejprve vydával sám kamenotiskem. Později se jich ujalo pražské nakladatelství Grando. Prostřednictvím rozhlasu a tiskových vydání se rychle rozšířily do sousedních zemí. Hned jeho první skladba, polka „Nejhezčí koutek“ z roku 1923 si získala světovou proslulost pod německým názvem Löffelpolka.
Seznam jeho skladeb není rozsáhlý, napsal jich jen něco okolo čtyřiceti, ale téměř každá z nich se stala trvalou součástí repertoáru tanečních orchestrů do dnešních dnů.

## Nejoblíbenější skladby
- Alenka
- Až budou trumpety , polka
- Chaloupko nízká, valčík
- Davelská polka, polka
- Greenville, polka
- Hájenka
- Já se o tvou lásku prosit nebudu
- Jaro jde k nám, polka
- Jaruška
- Jawa
- Jen jednou v roce, polka
- Klárinka, polka
- Květuška, polka
- Májový večer, valčík
- Martička
- Milé vzpomínky, valčík
- Nejhezčí koutek, polka
- Pepina
- Pozdrav z hvozdů, Pochod
- Radostné mládí
- Růžový květ, valčík
- Sázavská polka, polka
- Snad vzpomeneš
- U potůčku, polka
- U topolů, polka
- V zahrádce, polka
- Vyhrávala kapela, polka
- Vlastenka, polka
- Volenka, polka
- Ztracená láska, valčík